# 丸山古墳 (貝塚市)
丸山古墳（まるやまこふん、地蔵堂丸山古墳）は、大阪府貝塚市地蔵堂にある古墳。形状は前方後円墳。地蔵堂古墳群を構成する古墳の1つ。国の史跡に指定され、出土埴輪は貝塚市指定有形文化財に指定されている。

## 概要
大阪府南部、近木川左岸の段丘縁辺部に築造された古墳である。現在までに周囲は宅地化しているほか、これまでに2000-2002年度（平成12-14年度）に墳丘周囲部で発掘調査が実施されている。
墳形は前方後円形で、前方部を西方に向ける。墳丘は3段築成と推定される。墳丘外表では葺石・円筒埴輪列（朝顔形埴輪含む）のほか、形象埴輪（家形・靱形・盾形・冠帽形埴輪）が検出されている。特に冠帽形埴輪の出土は全国的にも珍しい例になる。墳丘周囲に周濠は伴わない。埋葬施設は明らかでなく、副葬品も詳らかでない。
この丸山古墳は、古墳時代前期後半の4世紀後半頃の築造と推定される。和泉地方では摩湯山古墳（岸和田市）に次ぐ時期に位置づけられる。付近では貝塚市立南小学校での発掘調査で古墳時代中期の埋没古墳6基（円墳4基・方墳2基：地蔵堂1-6号墳）が検出されたことで、一帯における地蔵堂古墳群の存在も認知される。このことは当地における4世紀後半から5世紀代の首長層の存在を示唆しており、古墳時代前期の和泉地方の政治情勢を考察するうえで重要視される古墳になる。
古墳域は1956年（昭和31年）に国の史跡に指定され、出土埴輪は2006年（平成18年）に貝塚市指定有形文化財に指定されている。

## 遺跡歴
- 天正13年（1585年）、豊臣秀吉の積善寺城攻め（紀州征伐の一環）で陣設置と伝承（1922年刊行の『大阪府全志』に記載）[4][8][5]。
- 1952年（昭和27年）、大規模な土砂採取。それに伴う緊急立会調査（大阪府）[4]。
- 1956年（昭和31年）5月15日、国の史跡に指定[9]。
- 1957年（昭和32年）12月14日、所有者が土地寄付[3]。
- 1958年（昭和33年）2月13日、貝塚市が史跡管理団体に指定[3]。
- 2000-2002年度（平成12-14年度）、古墳周辺整備に伴う発掘調査（貝塚市教育委員会、2002・2003年に概報刊行）[3][4]。
- 2006年（平成18年）11月10日、出土埴輪が貝塚市指定有形文化財に指定[6]。

## 墳丘
墳丘の規模は次の通り。
- 墳丘長：72メートル
- 後円部 - 3段築成。
  - 直径：43メートル
  - 高さ：5メートル
- 前方部
  - 幅：27メートル
  - 高さ：4メートル

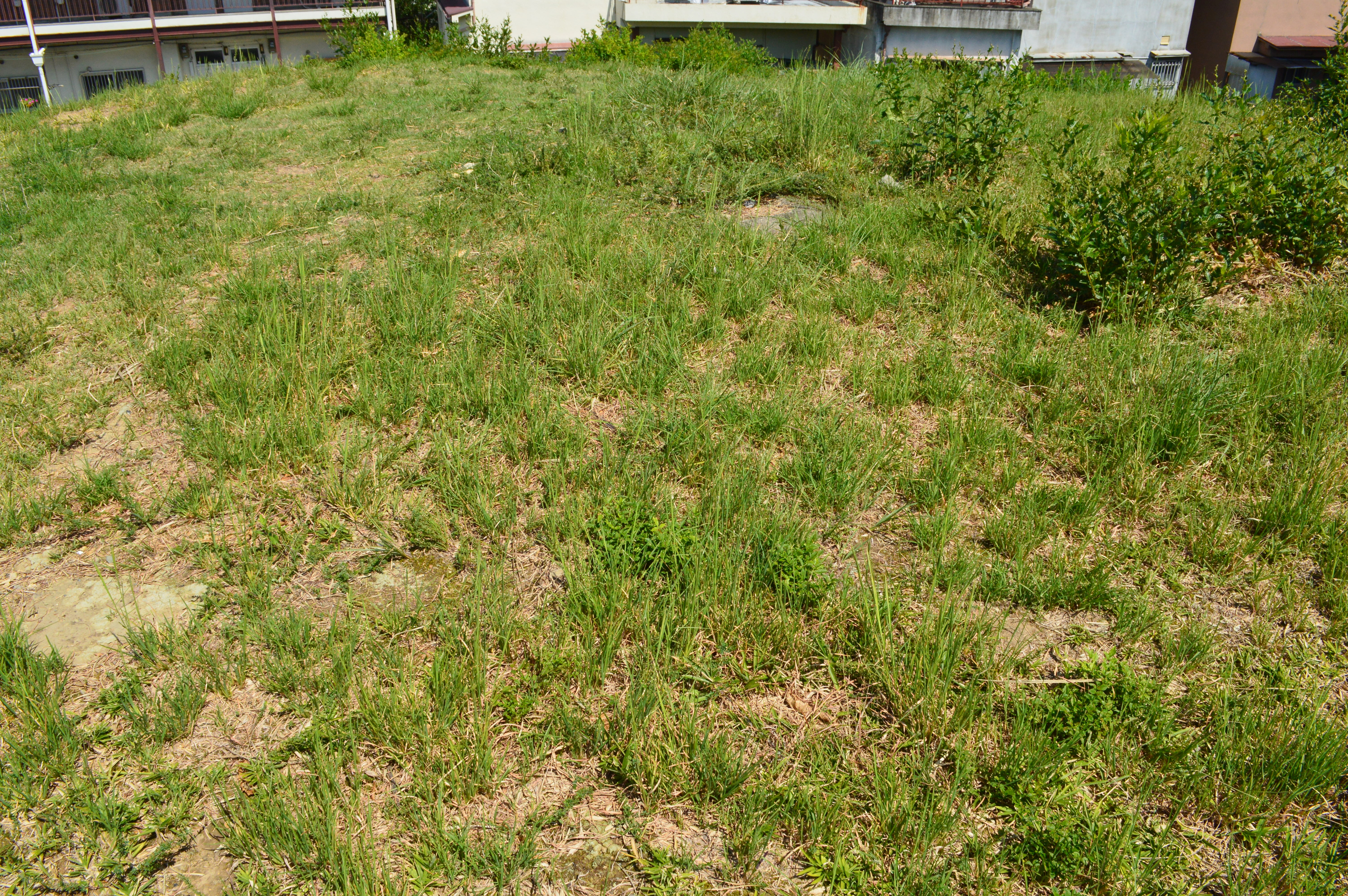
後円部墳頂
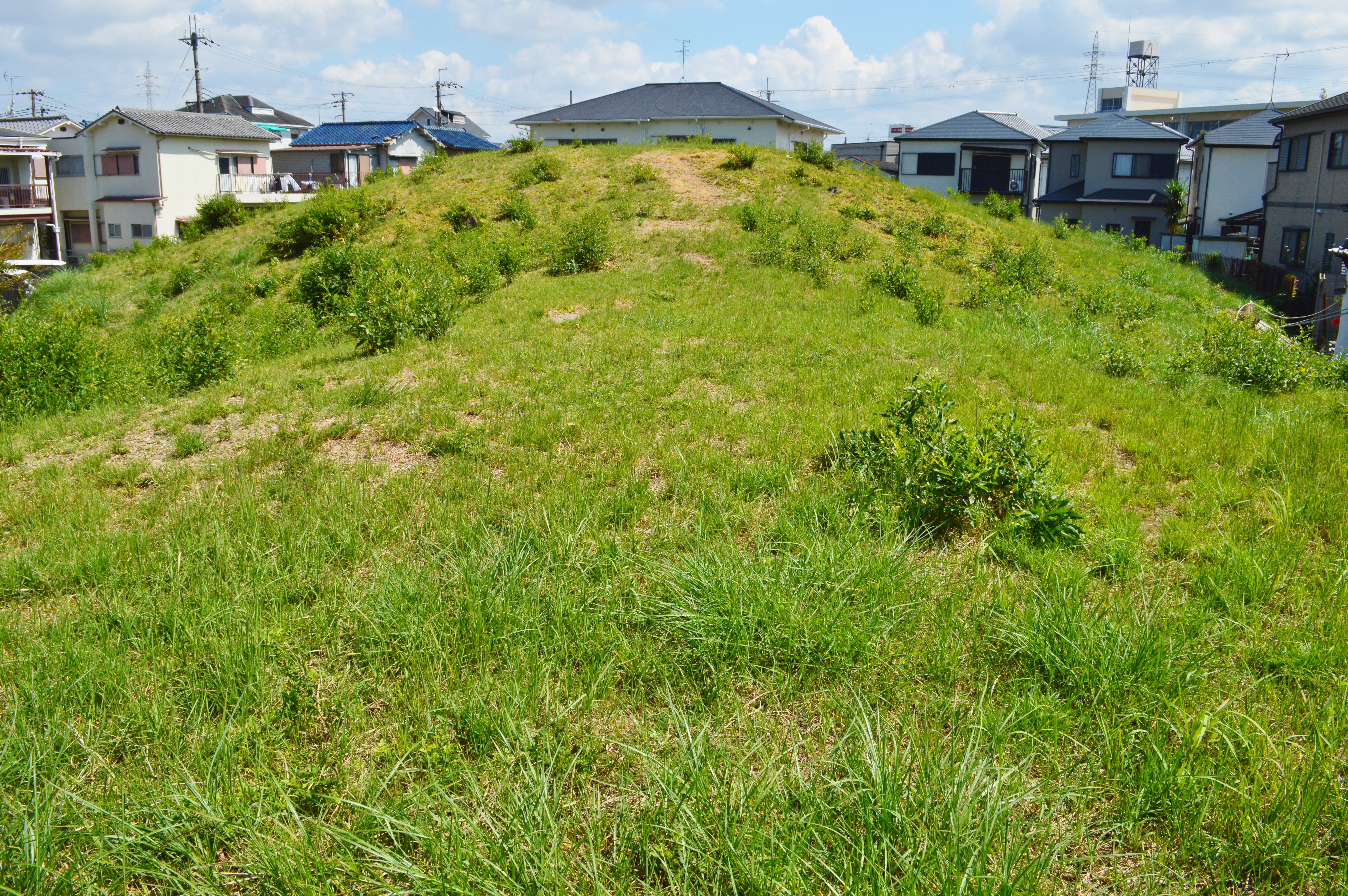
前方部から後円部を望む
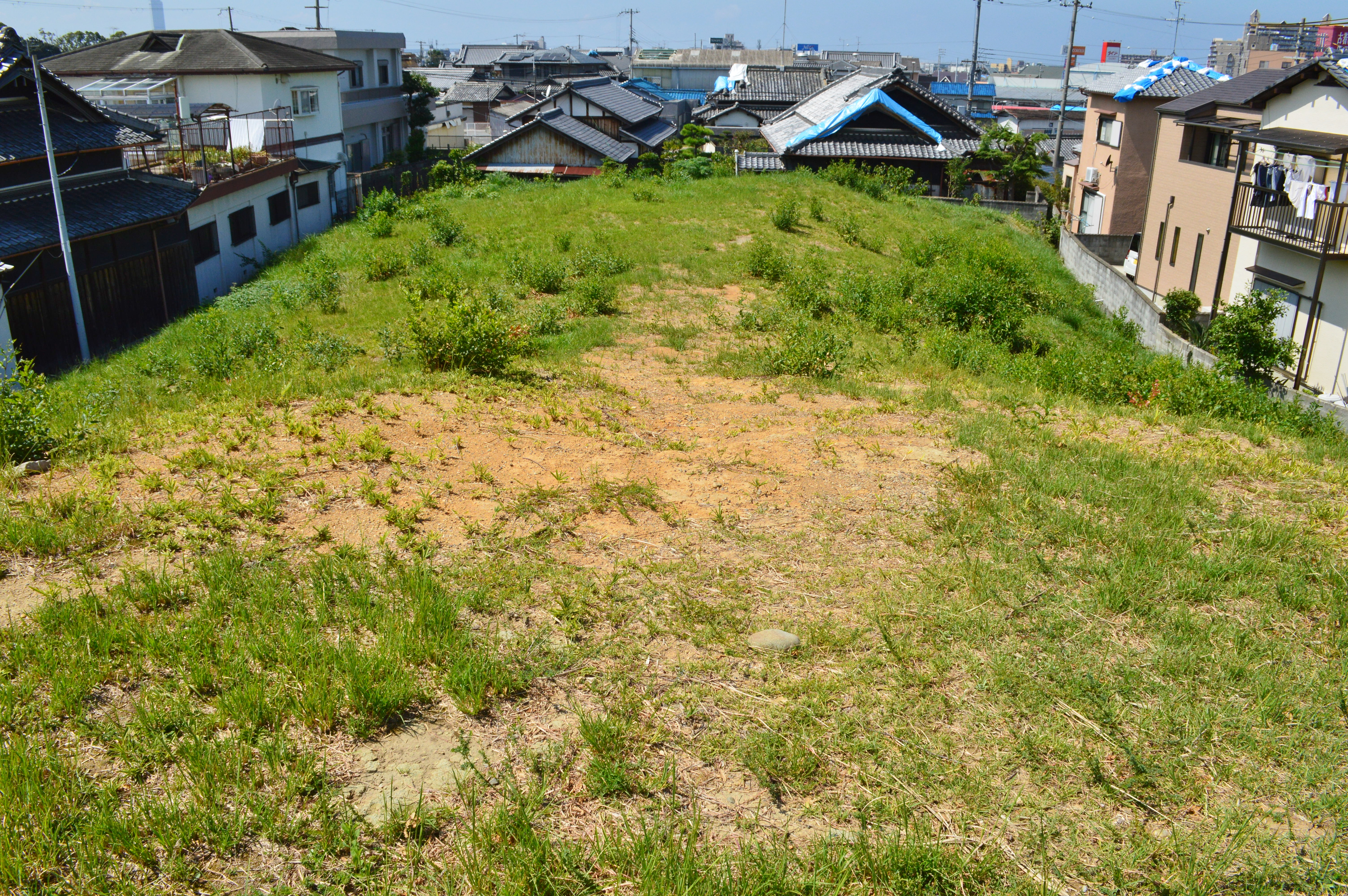
後円部から前方部を望む

## 文化財

### 国の史跡
- 丸山古墳 - 1956年（昭和31年）5月15日指定[9]。

### 貝塚市指定文化財
- 有形文化財
  - 史跡丸山古墳出土 円筒埴輪、朝顔形埴輪、形象埴輪 41点（考古資料） - 内訳は以下。2006年（平成18年）11月10日指定[6]。
    - 円筒埴輪 6点
    - 朝顔形埴輪 5点
    - 形象埴輪 30点 - 家形埴輪、靱形埴輪8点、盾形埴輪1点、冠帽形埴輪1点、器種不特定17点。

### 関連文化財
- 地蔵堂古墳群1号墳 周溝出土須恵器・地蔵堂古墳群3号墳 周溝出土須恵器 21点 - 貝塚市指定有形文化財（考古資料）。内訳は以下。2006年（平成18年）11月10日指定[10]。
  - 1号墳 周溝出土須恵器 12点 - 高坏4点、高坏蓋4点、器台、台付有蓋壺、壺、耳付無蓋高坏。
  - 3号墳 周溝出土須恵器 9点 - 坏3点、坏蓋3点、高坏、甕、壺。

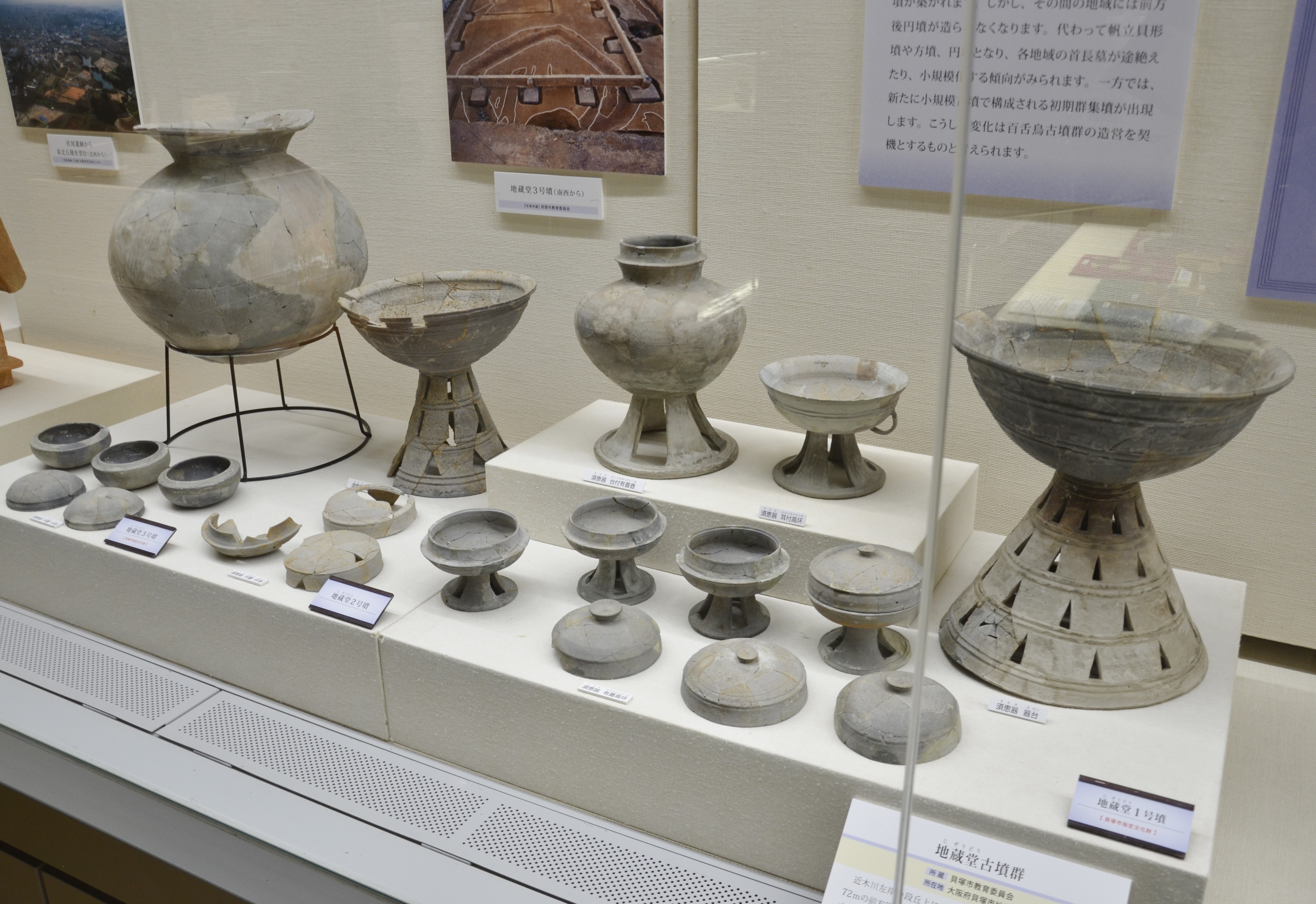
地蔵堂古墳群出土品 大阪府立近つ飛鳥博物館企画展示時に撮影。